# Rolls Gracie
Rolls Gracie (28 de marzo de 1951 - 6 de junio de 1982), fue un luchador brasileño de artes marciales mixtas. Cuando aún era un niño fue invitado a la casa de su tío Hélio Gracie, donde se entrenó en el jujitsu brasileño. Después enseñó y entrenó en la academia de Copacabana de Carlson, y acabó siendo un experto en judo. Nombró a Osvaldo Alves, quien entrenó por un año hasta perfeccionar el arte.
- Datos: Q10364190